# Oganesson
Oganesson (chemická značka Og) je transuran s protonovým číslem 118 (18. skupina, 7. (Q) perioda). Před schválením tohoto názvu se provizorně označoval jako ununoktium (Uuo).
Očekává se, že jeho vlastnosti budou podobné jako vlastnosti lehčích vzácných plynů, a bude to tedy druhý radioaktivní plyn.

## Historie

Rozpadová řada oganessonu – čísla udávají poločas a energii rozpadu jednotlivých členů řady

V roce 1999 oznámili vědci z Lawrence Berkeley National Laboratory objev prvků ununhexia (dnes livermorium) a ununoctia (článek o objevu byl publikován v časopise Physical Review Letters). Oganesson byl vytvořen v reakci
 86
36 Kr +  208
82 Pb →  293
118 Og +  1
0 n
a livermorium jeho rozpadem. O rok později vědci svůj objev na základě faktu, že se přípravu nepovedlo potvrdit v jiné laboratoři, stáhli zpět. V červnu 2002 oznámil vedoucí laboratoře, že originální práce o objevu těchto dvou prvků byla založena na výzkumu Victora Ninova.
V roce 2006 oznámili spolupracující týmy vědců ze Spojeného ústavu jaderných výzkumů v Dubně (Rusko) a Lawrence Livermore National Laboratory (Kalifornie, USA) objev 3 (možná 4) jader oganessonu v reakci
 249
98 Cf +  48
20 Ca →  294
118 Og + 3  1
0 n.
Oganesson byl potvrzen detekcí rozpadu alfa jeho jader na  290
116 Lv.
V prosinci 2015 Mezinárodní unie pro čistou a užitou chemii potvrdila splnění kritérií pro prokázání objevu nového prvku, Uuo uznala za objevené vědci ve spolupráci Dubna-Livermore a vyzvala objevitele k navržení konečného názvu a značky. Konečným návrhem objevitelů byl název oganesson a značka Og. Prvek je takto pojmenován na počest arménského jaderného vědce Jurije Colakoviče Oganesjana. Název je v souladu s názvoslovným doporučením IUPAC a ctí tradiční příponu vzácných plynů. Tento návrh konečného pojmenování předložila IUPAC v červnu 2016 k veřejné diskusi a 28. listopadu 2016 schválila jako konečné pojmenování a značku.
Protože byly současně uznány objevy prvků nihonium, moscovium a tennessin, jsou již prokazatelně objeveny všechny prvky 7. periody periodické tabulky.

## Předpokládané vlastnosti
Bez ohledu na nestabilitu způsobenou radioaktivitou očekávají vědci následující vlastnosti:
- Oganesson bude reaktivnější než xenon či radon a bude tvořit stabilní oxidy (např. OgO3), chloridy nebo fluoridy. To v důsledku své elektronové konfigurace, která, ač je uzavřena stabilním elektronovým oktetem, obsahuje valenční sféru v nepoměrně větší vzdálenosti od jádra, než je tomu u předchozího vzácného plynu, což zapříčiňuje menší soudržnost jádra a obalu (tím pádem i menší ionizační energii pro elektrony ve valenční sféře).
- Vzhledem k odlišné spin-orbitální vazbě a unikátní struktuře obalu[pozn. 1] se předpokládá relativně vysoká dipólová polarizovatelnost a pozitivní elektronová afinita. Oproti lehčím vzácným plynům by měl oganesson vykazovat silnější van der Waalsovy mezimolekulové vazby.[3]
- Pokud by se oganesson vyskytoval ve větším množství v přírodě a pokud by tvořil stabilní oxid, bude se nacházet převážně jako oxidický minerál, a ne jako plyn.